# Rolvenden
Rolvenden – wieś w Anglii, w hrabstwie Kent, w dystrykcie Ashford. Leży 26 km na południe od miasta Maidstone i 73 km na południowy wschód od centrum Londynu. W 2001 miejscowość liczyła 1495 mieszkańców.